# Decarthron scarificatum
Decarthron scarificatum är en skalbaggsart som beskrevs av Brendel 1893. Decarthron scarificatum ingår i släktet Decarthron och familjen kortvingar. Inga underarter finns listade i Catalogue of Life.